# Ozarba adactricula
Ozarba adactricula là một loài bướm đêm trong họ Noctuidae.